# Scott Michael Foster
Scott Michael Foster (ur. 4 marca 1985 w Winfield) – amerykański aktor i piosenkarz.

## Życiorys
Urodził się w Central DuPage Hospital w Winfield w stanie Illinois. Dorastał z dwiema siostrami w Highland Village w Teksasie, na przedmieściach Dallas, gdzie zainteresował się aktorstwem już w szkole podstawowej. Uczęszczał do Briarhill Middle School w Teksasie. W 2003 ukończył Edward S. Marcus High School, gdzie występował w szkolnym teatrze, a także śpiewał w chórze. Przez jeden semestr był studentem Collin College, ale wkrótce podjął studia w Quad C Theatre przy County Community College w Plano w Teksasie, po dwóch semestrach wyjechał do Los Angeles. 
Wystąpił w paru reklamach, włączając Wendy’s, Alltel, Mervyn’s, Payless ShoeSource, Ford i Verizon Communications. Po debiutanckiej roli filmowej Billy’ego w dramacie The Horrible Flowers (2006), pojawił się gościnnie w serialach internetowych - Zasady gry (The Game, 2007), Kobiecy Klub Zbrodni (2007) i Quarterlife (2008). Zagrał główną rolę w niezależnym filmie Teenage Dirtbag (2009). W serialu Greek (2007–2011) zagrał prezydenta bractwa Kappa Tau - kapitana Johna Paula „Cappiego” Jonesa.
Grał na gitarze i był wokalistą swojego niezależnego zespołu rockowego Siren’s Eye. 15 grudnia 2009 zespół wydał swoją pierwszą EPkę na iTunes, zatytułowaną Red Room.

## Życie prywatne
W latach 2007–2008 spotykał się ze Spencer Grammer. Od października 2008 do listopada 2013 był związany z Laurą Prepon.

## Filmografia
| Rok         | Film                          | Postać            | Uwagi                                     |
| ----------- | ----------------------------- | ----------------- | ----------------------------------------- |
| 2005        | Current TV                    | Jed               |                                           |
| 2005        | The Horrible Flowers          | Billy             |                                           |
| 2007        | Kobiecy Klub Zbrodni          | Milo Bishop       | Sezon 2 odcinek 4                         |
| 2007        | Zasady gry                    | Brandon           | Sezon 1 odcinek 3                         |
| 2007 − 2011 | Greek                         | Cappie            | Główna postać                             |
| 2008        | Quarterlife                   | Jed Berland       | postać drugoplanowa, 3 odcinki            |
| 2009        | Teenage Dirtbag               | Thayer Mangeres   |                                           |
| 2010        | Ashley's Ashes                | Kern              |                                           |
| 2011        | Parenthood                    | Gary              |                                           |
| 2011        | Prawo i porządek: Los Angeles | Roger             | Sezon 1 odcinek 14                        |
| 2011        | Melissa i Joey                | George            | 3 odcinki w pierwszym sezonie             |
| 2011        | To tylko seks                 | Daniel            | Sezon 1 odcinek 12                        |
| 2012        | Californication               | Tyler             | 10 odcinków w piątym sezonie              |
| 2012        | Rzeka                         | Jonas             | Sezon 1 odcinek 4                         |
| 2012        | Podkomisarz Brenda Johnson    | Luke              | Sezon 7 odcinek 20                        |
| 2013        | Zero Hour                     | Arron Martin      | Główna postać                             |
| 2014        | Pojedynek na życie            | Leo Hendrie       |                                           |
| 2014        | Halt and Catch Fire           | Hunt Whitmarsh    |                                           |
| 2014        | Dawno, dawno temu             | Kristoff Bjorgman | Osiem odcinków pierwszej połowy 4. sezonu |